# 621 pr. n. št.

## Rojstva
- Ezekiel, judovski prerok († 569 pr. n. št.)